# Alice Bailey
Alice Ann Bailey, Alice A. Bailey (Manchester, 1880. június 16. – New York, 1949. december 15.) teozófiai, ezoterikus és okkult témájú könyvek írója. Először használta a New Age kifejezést, emiatt gyakran tévesen a New Age mozgalom egyik alapítójaként tüntetik fel.

## Élete
Alice La Trobe-Bateman néven született Angliában. 1907-ben az Egyesült Államokba költözött, ahol élete nagy részét íróként és tanárként töltötte. 
1915-ben kapcsolatba került a Teozófiai Társulattal, amely munkájában pár éven át aktívan részt vett. Később otthagyta őket. 1919-től azt mondta, hogy telepatikus kapcsolatban áll a "Djwhal Khul" tibeti mesterrel (akinek ihletésére a legtöbb művét írta).  
1922-ben létrehozta a Lucis Trust-ot, majd 
1923-ban Fosterrel megalapította a spirituális képzés iskoláját, az Arcane Schoolt, azzal a céllal, hogy meditációs technikákat tanítson a tanulóknak, továbbá hogy hogyan építsék fel az életüket úgy, hogy az összhangban legyenek a „Nagy Egyetemes Tervvel”.
1937-ben egy ezoterikus imát vagy "mantrát" jelentetett meg: a Nagy Invokációt, amelyet ma világszerte sok New Age csoport használ, és amelyet állítása szerint szintén a „bölcsesség mesterétől”, Djwal Khultól kapott.

## Művei
Írásai számos területet érintettek, mint például: spiritualitás, okkultizmus, asztrológia, teozófia, a kereszténység, valamint más vallási témák; a a spiritualitás kapcsolata a naprendszerrel, a meditáció, az alternatív gyógyítás, a transzperszonális pszichológia, a nemzetek sorsa. Munkája nagy részét úgy jellemzi, mint aki telepatikus úton kapott üzenetet a „bölcsesség mesterétől”. Írásait a hívei gyakran „kortalan bölcsességnek” nevezik. Bizonyos tekintetben különböznek Helena Blavatsky teozófiájától, de sok közös vonásuk van. 
10 pontos destruktív programja:
1.      távolítsuk el Istent és az imát az oktatási rendszerből
2.      csökkentsük a szülői tekintélyt a gyermekek felett
3.      romboljuk le a zsidó-keresztény, illetve a tradicionális családi struktúrát
4.      ha már szabaddá válik a szex, tegyük legálissá és szabaddá az abortuszt
5.      tegyük egyszerűvé és legálissá a válást, hogy felszabadítsuk az életre szóló házasság koncepciója alól
6.      tegyük alternatív életformává a homoszexualitást
7.      alacsonyítsuk le a művészetet, hadd váljon elszabadult vaddá
8.      használjuk a médiát az emberi gondolkodás befolyásolására és megváltoztatására
9.      hozzunk létre egy globális hitközi mozgalmat
10.  vegyük rá a kormányzatokat, hogy mindezeket az elveket törvényekbe foglalják és győzzük meg az egyházakat, hogy ők is támogassák ezeket a változásokat

### Magyarul
- Értekezés a fehér mágiáról vagy A tanítvány útja; Gabriel Foundation–Lucis Trust, London–Genèva, 1997
- Az intellektustól az intuícióig; Édesvíz, Bp., 2004

### Angolul
Művek, amelyet állítása szerint a „bölcsesség mestere” telepatikusan diktált neki, akire kezdetben csak "tibetiként" vagy "D.K." kezdőbetűvel hivatkozott, később Djwal Khulként:
- Initiation, Human and Solar (1922). ISBN 978-0-85330-110-3
- Letters on Occult Meditation (1922). ISBN 978-0-85330-111-0
- A Treatise on Cosmic Fire (1925). ISBN 978-0-85330-117-2
- The Light of the Soul: Its Science and Effect : a paraphrase of the Yoga Sutras of Patanjali (1997). ISBN 978-0-85330-112-7
- A Treatise on White Magic, or, The Way of the Disciple, 5 (1987). ISBN 978-0-85330-123-3
- Discipleship in the New Age I (1944). ISBN 978-0-85330-103-5
- Discipleship in the New Age II (1955). ISBN 978-0-85330-104-2
- The Problems of Humanity (1944). ISBN 978-0-85330-113-4
- The Reappearance of the Christ (1947). ISBN 978-0-85330-114-1
- The Destiny of the Nations (1949). ISBN 978-0-85330-102-8
- Glamour: A World Problem (1950). ISBN 978-0-85330-109-7
- Telepathy and the Etheric Vehicle (1950). ISBN 978-0-85330-116-5
- Education in the New Age (1954). ISBN 978-0-85330-105-9
- The Externalisation of the Hierarchy (1957). ISBN 978-0-85330-106-6
- Ponder on This (compilation) (2003). ISBN 978-0-85330-131-8
- A Treatise on the Seven Rays:
  -  Volume 1: Esoteric Psychology I (1936). ISBN 978-0-85330-118-9
  -  Volume 2: Esoteric Psychology II (1942). ISBN 978-0-85330-119-6
  -  Volume 3: Esoteric Astrology (1951). ISBN 978-0-85330-120-2
  -  Volume 4: Esoteric Healing (1953). ISBN 978-0-85330-121-9
  -  Volume 5: The Rays and the Initiations (1960). ISBN 978-0-85330-122-6

Olyan művek, amelyekről Bailey kijelentette, hogy az anyag kizárólagos szerzője:
- The Consciousness of the Atom (1922). ISBN 978-0-85330-101-1
- The Soul and Its Mechanism (1930). ISBN 978-0-85330-115-8
- From Intellect to Intuition (1932). ISBN 978-0-85330-108-0
- From Bethlehem to Calvary (1937). ISBN 978-0-85330-107-3
- Between War and Peace. (1942, Lucis Publishing Company)
- The Unfinished Autobiography (1951). ISBN 978-0-85330-124-0
- The Labours of Hercules (1974). ISBN 978-0-85330-137-0